# Scotopelia
Scotopelia is een geslacht van vogels uit de familie uilen (Strigidae). Het geslacht telt drie soorten.

## Soorten
- Scotopelia bouvieri – Kleine visuil
- Scotopelia peli – Pels visuil
- Scotopelia ussheri – Rosse visuil